# A Bushranger at Bay
A Bushranger at Bay è un cortometraggio muto del 1915 diretto da James W. Horne.
Quinto episodio del serial cinematografico Stingaree.

## Produzione
Il film fu prodotto dalla Kalem Company.

## Distribuzione
Distribuito dalla General Film Company, il film - un cortometraggio in due bobine - uscì nelle sale cinematografiche USA il 22 dicembre 1915.